# ヤナギスブタ
ヤナギスブタ(Blyxa japonica)は、トチカガミ科スブタ属に分類される沈水性の水草。名前は、柳のような茎や葉を持つスブタという意味である。

## 分布
日本を含む東アジア、インド、ニューギニア。ヨーロッパにも帰化植物として生育している。湖沼の開発や水質汚濁で個体数は減少している。

## 形態、生態
一年草。茎は地中に匍匐して伸長し、節から根を多く伸ばす。茎はよく分枝し、長さ5-25cmの線形葉を互生する。葉の縁には細かい鋸歯がある。
花期は7-10月、3弁で大きさ3-8mmの目立たない白色の花を水面に突き出す。果実は細長く、長さ1.5-3.0cm、種子は1.5-2.0mm。種子に突起はなく、種子表面も同属のスブタと違って平滑である。

## 類似種
同属のスブタやセトヤナギスブタなどに似る。スブタは根生で茎が分枝しないため、容易に区別できる。セトヤナギスブタは外見がヤナギスブタに似るが、種子表面に低い隆起があるため、種子を見れば区別が可能である。

## 利用
アクアリウムで利用されることがある。強光、炭酸ガスの添加、液肥の追加が育成に有効で、挿し芽で増殖させることも出来る。